# Balud
Balud (Bayan ng Balud) är en kommun i Filippinerna. Kommunen tillhör provinsen Masbate och ligger på ön med samma namn. Folkmängden uppgår till 38 124 invånare år 2015.

## Barangayer
Balud är indelat i 32 barangayer.
| - Baybay (Lumocab) - Bongcanaway - Mabuhay (Bongcanaway III) - Calumpang - Cantil - Casamongan - Dao - Danao - Guinbanwahan - Ilaya - Jangan | - Jintotolo - Mapili - Mapitogo - Pajo - Palane - Panguiranan - Panubigan - Poblacion (Balud) - Pulanduta - Quinayangan Diotay - Quinayangan Tonga | - Salvacion - Sampad - San Andres - San Antonio - Sapatos - Talisay - Tonga - Ubo - Victory (Victoria) - Villa Alvarez |